# Disco Paradise
Disco Paradise è un singolo del rapper italiano Fedez, della cantante italiana Annalisa e del gruppo musicale italiano Articolo 31, pubblicato il 25 maggio 2023.

## Descrizione
Il brano vede Fedez e J-Ax (in qualità di frontman degli Articolo 31) tornare a collaborare dopo cinque anni dall'ultimo singolo pubblicato come duo, Italiana (2018), e dall'album Comunisti col Rolex (2017). La canzone segna inoltre la seconda collaborazione per Annalisa con Fedez, dopo Fuckthenoia (tratto da Paranoia Airlines, 2019) e la terza con J-Ax dopo Supercalifragili (tratto da ReAle, 2020) e Romantica (tratto da Nuda, 2020).
Disco Paradise è stato scritto dai tre artisti insieme a Paolo Antonacci, Wlady e Davide Simonetta, quest'ultimo anche produttore del brano. Fedez ha raccontato il significato del brano e il processo creativo della collaborazione:

## Accoglienza
Fabio Fiume di All Music Italia ha assegnato un punteggio di 6,5 su 10 a Disco Paradise, definendola «una canzone estiva, di quelle che ci devono arrivare a noia per regolamento» in cui «Fedez si è specializzato», ma apprezzando tuttavia la voce di Annalisa, scrivendo che «nelle melodie anni 60 viene fuori al meglio»; Fiume ha inoltre riscontrato riferimenti musicali a Girls Just Want to Have Fun di Cyndi Lauper e Prendi una matita di Mina.
Per Gabriele Fazio di Agenzia Giornalistica Italia il singolo rasenta «i limiti della musica industriale, impacchettata, infiocchettata», scrivendo che «l'intro richiama agli spot anni 90 della Coca-Cola», il ritornello cantato da Annalisa risulta «dalla potenza dirompente di una minicicciola» e gli Articolo 31 cantano «non di sicuro le migliori barre della storia di J-Ax». Fazio conclude scrivendo che sebbene funzioni commercialmente, il brano «non contiene un solo, minimo, intento artistico».

## Video musicale
Il video, diretto da Olmo Parenti, è stato reso disponibile il 29 giugno 2023 attraverso il canale YouTube di Fedez.

## Tracce
Testi di Federico Leonardo Lucia, Alessandro Aleotti, Annalisa Scarrone, Davide Simonetta, Vito Perrini, Wladimiro Perrini e Paolo Antonacci, musiche di Paolo Antonacci e Davide Simonetta.
1. Disco Paradise – 3:18

## Classifiche

### Classifiche settimanali
| Classifica (2023) | Posizione massima |
| ----------------- | ----------------- |
| Italia            | 3                 |
| Svizzera          | 88                |

### Classifiche di fine anno
| Classifica (2023) | Posizione |
| ----------------- | --------- |
| Italia            | 12        |
| Classifica (2024) | Posizione |
| Italia            | 94        |

## Riconoscimenti
- Music Awards
  - 2023 – Premio Singolo multiplatino